# Курлик
Курли́к (каз. Құрлық) — село у складі Сайрамського району Туркестанської області Казахстану. Входить до складу Кайнарбулацького сільського округу.
До 2000 року село називалося 40 літ Октября.
Населення — 949 осіб (2021; 881 у 2009, 812 у 1999, 622 у 1989).
26 березня 2015 року до села було приєднано територію площею 1,60 км².